# 吕滨 (海关总署)
吕滨（1956年6月—），男，汉族，陕西靖边人，中华人民共和国政治人物。中国共产党党员。

## 生平
1972年参加工作，曾任中华人民共和国公安部办公厅秘书处副主任科员，办公厅信息指挥中心主任科员、副处长；国务院办公厅秘书三局副处级干部。1994年，任国务院办公厅秘书四局一秘。1995年，任公安部计划财务司副局级调研员。1996年，任公安部计划财务司副司长。1998年，任公安部装备财务局副局长。
1999年，任海关总署走私犯罪侦查局副局长、党组成员。2002年，任海关总署缉私局局长、党组书记。2005年，任海关总署党组成员兼总署缉私局局长、党组书记。2007年，任海关总署副署长、党组成员（副部长级）兼总署缉私局局长、党组书记。2008年，任海关总署副署长、党组成员兼广东分署主任、党组书记。2016年11月，被免去海关总署副署长职务。